# Werner Bokermann
Werner Carlos Augusto Bokermann (Botucatu,  São Paulo 1929. július 4. – São Paulo 1995. április 1.) brazil zoológus. Zoológiai szakmunkákban nevének rövidítése: „Bokermann”.

## Életpályája
A középiskola elvégzése után 1947-ben São Paulóban a Secretaria de Agricultura e Abastecimento zoológiai osztályán kapott munkát. Az intézet igazgatója, Hélío Ferraz de Almeida Camargo ornitológus mellett 1950-től a herpetológiai osztályon dolgozott Paulo Vanzolinivel, a brazíliai hüllők szakértőjével. Bokermann a farkatlan kétéltűek osztályának kurátora lett, ezt a pozíciót 1993-ig töltötte be. Átfogóan tanulmányozta a békákat, melyekről 83 tanulmánya jelent meg.
Bokermann fő érdeklődési területe a taxonómia volt. A levelibéka-félék (Hylidae), a füttyentőbéka-félék (Leptodactylidae), a varangyfélék (Bufonidae), a nyílméregbéka-félék (Dendrobatidae) és a szűkszájúbéka-félék (Microhylidae) családjainak 70 faját írta le. 1963-ban Bertha Lutz zoológussal dolgozott együtt. 1973-1983 között további kutatásokat folytatott hallgatójával, Ivan Sazimával.
Első munkájaként az Instituto de Biociências intézet békagyűjteményét dolgozta fel. 1959-től magángyűjteményén dolgozott, melyet saját házában alakított ki. A gyűjtemény darabjait széles körű terepi munkájával és múzeumok közötti csere útján szerezte. 1967-től 1968-ig Guggenheim ösztöndíjjal kolumbiai, ecuadori és amerikai múzeumok gyűjteményét vizsgálhatta.
A gyűjteményeket 1969-ben átszállították a São Pauló-i Egyetem zoológiai múzeumába. Ugyanakkor Bokermann az Instituto de Biociências intézethez került. Egyidejűleg állást kapott a Fundação Parque Zoológico de São Paulo alapítványnál, ahol a madártani osztályra került. 1984-ben az osztály vezetője lett. 1970-től munkája egyre inkább az állatkertre és ornitológiai kutatásra koncentrálódott. Emellett az állatkert kétéltűekkel foglalkozó részlegénél is dolgozott. Különösen érdekelte a madarak fészekrakása és a madárvédelem. 1984-ben a Fundação Parque Zoológico madártani részlegének igazgatója lett.
1977-ben otthagyta az Instituto de Biociências intézetet, és beiratkozott a São Pauló-i Faculdade Farias Brito egyetemre, ahol 1978-ban végzett. 1980 és 1981 között posztgraduális tanulmányokat folytatott a São Pauló-i Egyetemen. 1991-ben, 61 éves korában írta doktori disszertációját, melynek témája a remetetinamu (Tinamus solitarius) volt. 1977 után megjelent tanulmányainak többsége madarakkal foglalkozott.
Bokermannt különösen érdekelték az ebihalak. Az elsők között volt, aki a békák hangja alapján írt le új fajokat. Több herpetológus képzésében is szerepet vállalt, köztük volt Adâo Cardoso, Célio F. Haddard és ifjabb José Pombal.
Magángyűjteménye több mint 40 000 békából állt. Ezek jelenleg a São Pauló-i Egyetem zoológiai múzeumában láthatók.

## A tiszteletére elnevezett taxonok
- Cochranella bokermanni Taylor & Cochran, 1953
- Dendropsophus bokermanni (Goin, 1960)
- Caecilia bokermanni Taylor, 1968
- Leptodactylus bokermanni Heyer, 1973
- Lonchophylla bokermanni Sazima, Vizotto & Taddei, 1978.
- Eleutherodactylus bokermanni Donoso-Barros. 1979
- Crossodactylodes bokermanni Peixoto, 1983
- Physalaemus bokermanni Cardoso & Haddad, 1985
- Crossodactylus bokermanni Caramaschi & Sazima, 1985
- Cynolebias bokermanni Carvalho & Cruz, 1985
- Phrynomedusa bokermanni Cruz, 1991
- Aparasphenodon bokermanni Pombal, 1993
- Amazophrynella bokermanni (Izecksohn, 1994)
- Manakin de Bokermann Coelho & Silva 1998
- Bokermannohyla Faivovich, Haddad, Garcia, Frost, Campbell & Wheeler, 2005

## Az általa leírt taxonok
- Allobates goianus (Bokermann, 1975)
- Bokermannohyla alvarengai (Bokermann, 1956)
- Bokermannohyla astartea (Bokermann, 1967)
- Bokermannohyla langei (Bokermann, 1965)
- Bokermannohyla martinsi(Bokermann, 1964)
- Bokermannohyla nanuzae (Bokermann & Sazima, 1973)
- Bokermannohyla saxicola (Bokermann, 1964)
- Chiasmocleis centralis Bokermann, 1952
- Chiasmocleis schubarti Bokermann, 1952
- Cycloramphus diringshofeni Bokermann, 1957
- Dendropsophus acreanus (Bokermann, 1964)
- Dendropsophus anataliasiasi (Bokermann, 1972)
- Dendropsophus berthalutzae (Bokermann, 1962)
- Dendropsophus haraldschultzi (Bokermann, 1962)
- Dendropsophus leali (Bokermann, 1964)
- Dendropsophus limai (Bokermann, 1962)
- Dendropsophus nahdereri (Lutz & Bokermann, 1963)
- Dendropsophus novaisi (Bokermann, 1968)
- Dendropsophus oliveirai (Bokermann, 1963)
- Dendropsophus schubarti (Bokermann, 1963)
- Dendropsophus tritaeniatus (Bokermann, 1965)
- Dendropsophus walfordi (Bokermann, 1962)
- Eleutherodactylus bilineatus Bokermann, 1975
- Frostius pernambucensis (Bokermann, 1962)
- Hydrolaetare dantasi (Bokermann, 1959)
- Hylodes magalhaesi (Bokermann, 1964)
- Hylodes mertensi (Bokermann, 1956)
- Hylodes ornatus (Bokermann, 1967)
- Hylodes otavioi Sazima & Bokermann, 1983
- Hypsiboas cymbalum (Bokermann, 1963)
- Hypsiboas dentei (Bokermann, 1967)
- Ischnocnema octavioi (Bokermann, 1965)
- Ischnocnema pusilla (Bokermann, 1967)
- Leptodactylus camaquara Sazima & Bokermann, 1978
- Leptodactylus cunicularius Sazima & Bokermann, 1978
- Leptodactylus furnarius Sazima & Bokermann, 1978
- Leptodactylus jolyi Sazima & Bokermann, 1978
- Leptodactylus martinezi Bokermann, 1956
- Leptodactylus syphax Bokermann, 1969
- Leptodactylus tapiti Sazima & Bokermann, 1978
- Megaelosia bocainensis Giaretta, Bokermann & Haddad, 1993
- Phasmahyla cochranae (Bokermann, 1966)
- Phasmahyla jandaia (Bokermann & Sazima, 1978)
- Phyllodytes acuminatus Bokermann, 1966
- Phyllodytes tuberculosus Bokermann, 1966
- Phyllomedusa centralis Bokermann, 1965
- Physalaemus aguirrei Bokermann, 1966
- Physalaemus barrioi Bokermann, 1967
- Physalaemus centralis Bokermann, 1962
- Physalaemus cicada Bokermann, 1966
- Physalaemus evangelistai Bokermann, 1967
- Physalaemus jordanensis Bokermann, 1967
- Physalaemus obtectus Bokermann, 1966
- Pristimantis crepitans (Bokermann, 1965)
- Pristimantis paulodutrai (Bokermann, 1975)
- Pristimantis vinhai (Bokermann, 1975)
- Rhinella nattereri Bokermann, 1967
- Scarthyla goinorum (Bokermann, 1962)
- Scinax albicans (Bokermann, 1967)
- Scinax ariadne (Bokermann, 1967)
- Scinax camposseabrai (Bokermann, 1968)
- Scinax eurydice (Bokermann, 1968)
- Scinax machadoi (Bokermann & Sazima, 1973)
- Scinax pinima (Bokermann & Sazima, 1973)
- Scinax rizibilis (Bokermann, 1964)
- Sphaenorhynchus bromelicola Bokermann, 1966
- Sphaenorhynchus palustris Bokermann, 1966
- Sphaenorhynchus pauloalvini Bokermann, 1973
- Sphaenorhynchus prasinus Bokermann, 1973
- Trachycephalus atlas Bokermann, 1966

## Fordítás
- Ez a szócikk részben vagy egészben  a   Werner Bokermann című német Wikipédia-szócikk ezen változatának fordításán alapul.  Az eredeti cikk szerkesztőit annak laptörténete sorolja fel. Ez a jelzés csupán a megfogalmazás eredetét és a szerzői jogokat jelzi, nem szolgál a cikkben szereplő információk forrásmegjelöléseként.